# Doriane Vidal
Doriane Vidal (* 16. April 1976 in Limoges) ist eine französische Snowboarderin. 
Doriane Vidal gewann bei den Olympischen Winterspielen 2002 in der Halfpipe die Silbermedaille. In derselben Disziplin ist sie 3-fache Weltmeisterin (2001, 2003 und 2005). Bei der Snowboard-Weltmeisterschaft 1999 gewann sie Silber. 1998 wurde sie Gesamtsiegerin des Weltcups in der Halfpipe, 1999 wurde sie Zweite.